# Bjørn Stiler
Bjørn Henry Stiler (* 24. Juli 1911 in Kopenhagen; † 30. März 1996 in Glostrup) war ein dänischer Radrennfahrer.

## Sportliche Laufbahn
Stiler startete für den Verein „DBC Kopenhagen“. Er war Teilnehmer der Olympischen Sommerspiele 1936 in Berlin. Bei den Spielen startete er mit Heino Dissing im Tandemrennen. Beide wurden auf dem 5. Rang klassiert. Über sein weiteres Leben und seine sportlichen Erfolge ist nichts bekannt.